# Auroville
Auroville (in tamil: ஆரோவில், Arovil; in hindi: ओरोविल, Orovila) è una città "sperimentale", o meglio una "comunità intenzionale" basata sulla visione di Sri Aurobindo, sorta nel distretto di Viluppuram dello stato di Tamil Nadu, in India con alcune parti che si estendono nel territorio dell'unione di Puducherry. È stata fondata nel 1968 dalla francese Mirra Alfassa, nota con il nome di Mère ("la Madre"), compagna spirituale di Auribindo. La città è stata disegnata dall'architetto Roger Anger.. Auroville è intesa per essere una città universale, dove uomini e donne di ogni nazione, di ogni credo, di ogni tendenza politica possono vivere in pace ed in armonia. Lo scopo di Auroville è quello di realizzare l'unità umana.
Nel 2023 c'erano poco più di 3000 residenti provenienti da 42 Paesi.